# Корнееды
Корнееды, или полевые усачи (лат. Dorcadion) — род жуков-усачей из подсемейства ламиин. Описано около 400 видов, которые подразделены в восемь подродов.

## Описание
Для представителей данного рода характерны следующие внешние признаки:
- голова сильно втянута в переднегрудь;
- промежуточной пластинки между наличником и лябрума (верхней губой) нет;
- тергиты брюшка в задней половине выпуклые, здесь с длинным густыми щетинками, которые образуют широкую поперечную полоску (как и у Eodorcadion).

Личинки характеризуются очень узкой белой каёмкой на переднем крае переднеспинки, которая значительно уже поперечного волосяного поля.
Куколки характерны следующими признаками:
- усики во второй половине загнуты дуговидно; прижаты к вентральной стороне; вершиной направлены вперёд.

## Экология
Личинки развиваются в дернине, где питаются корнями травянистых растений, в основном из семейства злаковых. Жуки питаются зелёными листьями злаковых.